# X-Pyr
Die X-Pyr ist ein internationaler Wettkampf für Gleitschirmteams im Biwakfliegen, der seit 2012 im Zweijahresrhythmus ausgetragen wird. Das Wettbewerbsformat ist angelehnt an die Red Bull X-Alps, die bereits seit 2003 ausgetragen werden. Ziel war es, dasselbe Format anzuwenden und dabei die Pyrenäen vom Atlantischen Ozean bis zum Mittelmeer zu durchqueren.

## Der Wettkampf
(Stand 2022)
Das Ziel des Wettkampfes ist, von Hondarribia am Atlantik aus die Pyrenäen zu durchqueren und das am Mittelmeer gelegene El Port de la Selva zu erreichen. Hierbei müssen verschiedene Wendepunkte passiert werden. Die genaue Streckenführung variiert durch diese Wendepunkte, die von Ausgabe zu Ausgabe geändert werden. Die einzigen erlaubten Fortbewegungsmittel sind der Flug mit dem Gleitschirm und die Fortbewegung zu Fuß. Jede Benutzung von Bergbahnen, Autos, Tunneln oder anderen Hilfsmitteln ist nicht erlaubt.
Die Dauer ist in der aktuellen Ausgabe auf eine Woche beschränkt. Bei vorherigen Austragungen gab es hier abweichende Regelungen. Für die Piloten, die das Ziel nicht erreicht haben, wird die fehlende Distanz zum Ziel gewertet.
Aus Sicherheitsgründen muss eine Ruhepause zwischen 21:00 Uhr und 7:00 Uhr eingehalten werden, in der sie sich nicht weiter als 150 m von ihrer Ruheposition weg bewegen dürfen.

## Ausrüstung
Folgende Ausrüstungsgegenstände müssen die Athleten zu jedem Zeitpunkt mit sich tragen:
- Gleitschirm (mit Zertifizierung lt. EN 926-2, 926-1 oder LTF 91/09)
- Gurtzeug (mit Zertifizierung lt. EN 1651 mit Protektor lt. LTF 91/09)
- Rettungsfallschirm (mit Zertifizierung lt. EN 12491 oder LTF 91/09)
- Flug- oder Skihelm
- Smartphone
- primärer und sekundärer GNSS-Logger

## Das Team
Ein Team besteht aus dem Piloten und zumindest einem Assistenten, der den Piloten mit Informationen, Nahrung und Ausrüstung versorgt. Weiters gilt der Assistent als Bindeglied zur Rennleitung und muss rund um die Uhr für diese kontaktierbar sein.

## Durchführung
Dank der GNSS-Technologie kann der ganze Wettkampf über das Live-Tracking rund um die Uhr im Internet mitverfolgt werden. Über den Datenlogger und GSM-Handys wird der aktuelle Standort laufend an die Rennleitung übermittelt und auf der offiziellen Website sichtbar gemacht.
Zusätzlich dazu müssen die Piloten eine Kamera mitführen. Mit dem aufgenommenen Bild und Video-Material führen die Supporter das Online-Tagebuch der Piloten nach.

## X-Pyr 2012
Die erste Ausgabe startete am 5. August 2012. Die zurückzulegende Strecke betrug lediglich 439 km. Die Athleten hatten bis zu 18 Stunden nach Zieleinlauf des Siegers, jedoch maximal zwölf Tage lang Zeit, bis das Rennen beendet wurde.

### Streckenführung
| #     | Wendepunkt          | Höhe   | Strecke  |
| ----- | ------------------- | ------ | -------- |
| Start | Hondarribia         | 0 m    |          |
| 1     | La Rhune            | 870 m  | 15,1 km  |
| 2     | /Orhi               | 2003 m | 77,4 km  |
| 3     | Collarada           | 2868 m | 130,6 km |
| 4     | Cotiella            | 2890 m | 199,3 km |
| 5     | Pic de L’Orri       | 2440 m | 273,8 km |
| 6     | Taga                | 2037 m | 357,0 km |
| 7     | Sant Pere de Rodes  | 511 m  | 436,0 km |
| Ziel  | El Port de la Selva | 0 m    | 439,2 km |

### Teilnehmende Teams und Ergebnisse
Von den 12 Teams erreichten lediglich drei das Ziel am Mittelmeer.
| Rang | Athlet                     | Supporter           | Zeit/Zurückgelegte Strecke    |
| ---- | -------------------------- | ------------------- | ----------------------------- |
| 1    | Inigo Gabiria              | Inigo Mendibil      | 6 Tage 11 Stunden 1 Sekunde   |
| 2    | Ivan Colás                 | Nacho Villafatie    | 6 Tage 11 Stunden 31 Sekunden |
| 3    | Jakub Beňo                 | Peter Both          | 7 Tage 4 Stunden 21 Sekunden  |
| 4    | Alex Ciuhandu              | Vasile Trifan       | 390 km                        |
| 5    | Claudio Heidel Schemberger | Carlos Férnandez    | 369 km                        |
| 6    | Alfredo Martin             | Soledad Gull        | 320 km                        |
| 7    | Armand Rubiella            | Jose Isidro Gordito | 161 km                        |
| 8    | Daniel Tena                | Alfonso Jose Tena   | 145 km                        |
| 9    | Alan Fernandez             | Juan Godoy          | 90 km                         |
| 10   | Carlos Sánchez             | Javier Atenza       | 320 km                        |
| 11   | Enric Llatser              | Oscar Llatser       | 68 km                         |
| 12   | Oriol Fernandez            | Javier Fernández    | 35 km                         |

## X-Pyr 2014
Die zweite Ausgabe startete am 13. Juli 2014. Die zurückzulegende Strecke betrug 436,8 km, wobei die Athleten das Ziel innerhalb von 13 Tagen erreichen mussten. Die verpflichtende Nachtruhe wurde auf den Zeitraum von 22:30 bis 05:30 Uhr verlängert, oder 22:00 Uhr am Tag nach dem Sieger. Zusätzlich wurde das Fliegen generell von 21:15 bis 07:00 verboten.

### Streckenführung
| #     | Wendepunkt          | Höhe   | Strecke  |
| ----- | ------------------- | ------ | -------- |
| Start | Hondarribia         | 0 m    |          |
| 1     | La Rhune            | 870 m  | 15,1 km  |
| 2     | / Orhi              | 2003 m | 77,4 km  |
| 3     | Collarada           | 2868 m | 130,6 km |
| 4     | Castejón de Sos     | 2354 m | 216,9 km |
| 5     | Pic de L’Orri       | 2440 m | 273,1 km |
| 6     | Puigmal             | 2910 m | 347,4 km |
| 7     | Sant Pere de Rodes  | 512 m  | 433,3 km |
| Ziel  | El Port de la Selva | 0 m    | 436,8 km |

### Teilnehmende Teams und Ergebnisse
Lediglich drei Teams erreichten das Ziel am Mittelmeer.
| Rang | Athlet                | Supporter              | Zeit/Zurückgelegte Strecke |
| ---- | --------------------- | ---------------------- | -------------------------- |
| 1    | Chrigel Maurer        | Thomas Theurillat      | 3d 23h 16m 00s             |
| 2    | Aaron Durogati        | Matthias Dilitz        | 4d 10h 40m 02s             |
| 3    | Toma Coconea          | Daniel Pisica          | 4d 19h 41m 28s             |
| 4    | Stanislav Mayer       | Petr Kostrhun          | 4d 20h 30m 05s             |
| 5    | Alex Ciuhandu         | Monica Ciurea          | 4d 22h 08m 04s             |
| 6    | Jakub Beño            | Pavol Seliga           | 4d 23h 33m 45s             |
| 7    | Nick Neynens          | Carl Forster           | 5d 03h 20m 37s             |
| 8    | Michal Krysta         | Petr Polach            | 5d 09h 09m 35s             |
| 9    | Imanol Bárcena        | Aitor Echevarria       | 407 km                     |
| 10   | Caries Torres         | Jordi Farré            | 399 km                     |
| 11   | Jose Ignacio Arévalo  | Javier Delgado         | 389 km                     |
| 12   | Martin Petz           | Nadya Kambanova        | 382 km                     |
| 13   | Yvonne Dathe          | Thomas Ide             | 377 km                     |
| 14   | Andrej Durana         | Zdeno VAcke            | 355 km                     |
| 15   | Stephan Haase         | Tracy Anderson         | 352 km                     |
| 16   | Daniel Tena           | Alfonso Tena           | 344 km                     |
| 17   | Stanislaw Radzikowski | Przemislaw Radzikowski | 338 km                     |
| 18   | Jordi Aymerich        | Josep Casals           | 336 km                     |
| 19   | Inigo Gabiria         | Inigo Mendibil         | 322 km                     |
| 20   | Alex Villa            | Mayer Zapata           | 320 km                     |
| 21   | Lars Budack           | Kerstin Budack         | 308 km                     |
| 22   | Yanick Lettry         | Guillaume Ferjoux      | 288 km                     |
| 23   | Jasna Lalic           | Sonja Papesh           | 108 km                     |
| 24   | Enric Llàtser         | Joan Costa             | 78 km                      |
| 25   | Alan Gonzalez         | Ana Sanchez            | 76 km                      |

## X-Pyr 2016
Die dritte Ausgabe startete am 17. Juli 2016. Die zurückzulegende Strecke betrug 476,5 km. Die Verpflichtende Nachtruhe und die Flugeinschränkung blieb zur vorherigen Ausgabe unverändert. Der Zeitliche Rahmen wurde dahingehend angepasst, dass die Athleten nach dem Zieleinlauf des Siegers, 24 Stunden, jedoch maximal elf Tage zum Erreichen des Zieles zur Verfügung hatten.

### Streckenführung
| #     | Wendepunkt            | Höhe   | Strecke  |
| ----- | --------------------- | ------ | -------- |
| Start | Hondarribia           | 0 m    |          |
| 1     | La Rhune              | 870 m  | 15,1 km  |
| 2     | / Orhi                | 2003 m | 77,5 km  |
| 3     | Anayet                | 2574 m | 128,0 km |
| 4     | Peña Montañesa        | 2290 m | 190,6 km |
| 5     | Ceciré                | 2403 m | 231,2 km |
| 6     | Berguedà              | 895 m  | 355,7 km |
| 7     | Pic du Canigou        | 2403 m | 411,2 km |
| 8     | Santa Helena de Rodes | 512 m  | 472,9 km |
| Ziel  | El Port de la Selva   | 0 m    | 476,5 km |

### Teilnehmende Teams und Ergebnisse
Lediglich drei Teams erreichten das Ziel am Mittelmeer.
| Rang | Athlet                             | Supporter             | Zeit/Zurückgelegte Strecke |
| ---- | ---------------------------------- | --------------------- | -------------------------- |
| 1    | Chrigel Maurer                     | Tobias Dimmler        | 72:21:51 h                 |
| 2    | Stanislav Mayer                    | Denisa Mayerova       | 80:48:21 h                 |
| 3    | Aaron Durogati                     | Ondrej Prochazka      | 93:35:30 h                 |
| 4    | Jose Ignacio Arevalo Guede         | Javier Delgado        | 357,8 km                   |
| 5    | Jesse Williams                     | Pavel Cibulka         | 354,3 km                   |
| 6    | Juraj Koreň                        | Jakub Strmeň          | 302,9 km                   |
| 7    | Adrian Keller                      | Dina Sägesser         | 266,9 km                   |
| 8    | Zlatko Korenv                      | Tomaž Bavdaž          | 256,5 km                   |
| 9    | Giuseppe Mastromichele             | Bernard Alex Tatschke | 240,3 km                   |
| 10   | Eduardo Garza                      | Hector Martin         | 220,3 km                   |
| 11   | Frâncu Claudiu-Felician            | Chira Septimiu        | 213,0 km                   |
| 12   | Maximo Vela de Pablos              | Jordi Estaper         | 212,7 km                   |
| 13   | Willi Ludwig                       | Patrick Ludwig        | 198,5 km                   |
| 14   | Lars Budack                        | Pedro Citoler         | 197,9 km                   |
| 15   | Greg Hamerton                      | James Hope-Lang       | 193,0 km                   |
| 16   | Joao Luis Veiga de Faria Rodrigues | Anna Zletek           | 191,7 km                   |
| 18   | Jose Isidro Gordito Giró           | Marga Sanz            | 188,8 km                   |
| 19   | Cyriaque Wagner Ballon             | Alexandre Scelsi      | 165,1 km                   |
| 20   | Stéphane Garin                     | Patrice Arias         | 130,9 km                   |
| 21   | Gerald Gold                        | David Knittl          | 122,5 km                   |
| 22   | Demetrio Lozano Jarque             | Antonio Ramos         | 113,9 km                   |
| 23   | Alokkumar Mihani                   | Gurpreet Dhindsa      | 102,6 km                   |
| 24   | Martin Petz                        | Nadya Kambanova       | (OUT) 91,4 km              |
| 25   | Herbert Tamegger                   | Michael Fahringer     | (OUT) 78,0 km              |
| 26   | Michal Krysta                      | Tomáš Matera          | (OUT) 76,6 km              |
| 27   | Marc Boyer                         | Laurent Pascal        | (OUT) 46,1 km              |
| 28   | Iván Colás                         | Carlos Apesteguía     | (OUT) 38,7 km              |
| 29   | Michael Mühlbach                   | Benjamin Newin        | (OUT) 38,5 km              |
| 30   | Martin Gruber                      | Andreas Gruber        | (OUT) 38,4 km              |
| 31   | David Liaño González               | Alejandro González    | (OUT) 37,3 km              |
| DNS  | Aniol Garcia                       | Sergi Fernández       | DNS                        |
| DNS  | Iñigo Gabiria                      | Iván Castro           | DNS                        |
| DNS  | Toma Coconea                       | Adrian Pochiu         | DNS                        |

## X-Pyr 2018
Die vierte Ausgabe fand im Sommer 2018 statt. Die zurückzulegende Strecke betrug 566,5 km.

### Streckenführung
| #     | Wendepunkt            | Höhe   | Strecke  |
| ----- | --------------------- | ------ | -------- |
| Start | Hondarribia           | 0 m    |          |
| 1     | La Rhune              | 870 m  | 15,1 km  |
| 2     | / Orhi                | 2003 m | 77,5 km  |
| 3     | Midi D’Ossau          | 2884 m | 126,5 km |
| 4     | Turbón                | 2492 m | 217,9 km |
| 5     | Midi de Bigorre       | 2878 m | 282,2 km |
| 6     | Pedraforca            | 2506 m | 431,9 km |
| 7     | Pic du Canigou        | 2784 m | 501,2 km |
| 8     | Santa Helena de Rodes | 512 m  | 562,9 km |
| Ziel  | El Port de la Selva   | 0 m    | 566,5 km |

### Teilnehmende Teams und Ergebnisse
Von den 35 Teams erreichten lediglich fünf das Ziel am Mittelmeer.
| Rang | Athlet                     | Supporter               | Zeit/Zurückgelegte Strecke         |
| ---- | -------------------------- | ----------------------- | ---------------------------------- |
| 1    | Chrigel Maurer             | Tobias Dimmler          | 96 Stunden 20 Minuten 56 Sekunde   |
| 2    | Maxime Pinot               | Jérémie Lager           | 107 Stunden 14 Minuten 9 Sekunden  |
| 3    | Stanislav Mayer            | Jaroslav Jindra         | 120 Stunden 51 Minuten 48 Sekunden |
| 4    | Nelson de Freyman          | Pierre Damiens          | 126 Stunden 45 Minuten 16 Sekunden |
| 5    | Eduardo Garza              | Hector Martin           | 152 Stunden 46 Minuten 16 Sekunden |
| 6    | Haydon Gray                | Florian Textor          | 516,8 km                           |
| 7    | Juraj Koreň                | Matej Muhelyi           | 501,7 km                           |
| 8    | Adrian Keller              | Dina Sägesser           | 498,9 km                           |
| 9    | José Ignacio Arévalo Guede | Javier Delgado          | 498,9 km                           |
| 10   | Steve Bramfitt             | Tom Payne               | 489,3 km                           |
| 11   | Toma Coconea               | Miclea Adrian           | 414,0 km                           |
| 12   | Samuel Vurpillot           | Pascale Menu            | (OUT) 396,7 km                     |
| 13   | Will Cannell               | Rob Curran              | 394,5 km                           |
| 14   | Jesse Williams             | Lisa Flick              | 388,3 km                           |
| 15   | Fabian Umbricht            | Stephanie Westerhuis    | 336,9 km                           |
| 16   | Luis Linde Contreras       | Samuel Aguilera         | 319,5 km                           |
| 17   | Antonio Ramos              | Felipe Tudela           | 306,4 km                           |
| 18   | João Veiga                 | David Castillejo        | 299,0 km                           |
| 19   | Ivan Centa                 | Simone Canal            | 272,9 km                           |
| 20   | Gerald Gold                | René Lenz               | 268,4 km                           |
| 21   | Cyriaque Wagner Ballon     | Alexandre Scelsi        | (OUT) 267,6 km                     |
| 22   | Gerald Kernstock           | Renate Perner           | 267,3 km                           |
| 23   | Alistair Andrews           | Rebeca Andrews          | 257,5 km                           |
| 24   | Jeff Shapiro               | Dustin Martin           | 243,0 km                           |
| 25   | Lukas Thöni                | Martin Liftka           | 240,9 km                           |
| 26   | Mario Moreno               | Francisco Ángel Hormigo | 228,1 km                           |
| 27   | Dora Göksal                | Bahadir Aksoy           | (OUT) 187,5 km                     |
| 28   | Lars Budack                | Pedro Citoler           | (OUT) 146,3 km                     |
| 29   | Félix Rodriguez            | Clement Favy            | (OUT) 121,7 km                     |
| 30   | Edouard Potel              | Marc Boyer              | (OUT) 115,3 km                     |
| 31   | Wesley Murch               | Kevin Loic Meynard      | (OUT) 110,4 km                     |
| 32   | Patrick Sieber             | Manon Haar              | (OUT) 91,0 km                      |
| 33   | Daniel Perger              | Stefano Bertoldi        | (OUT) 51,2 km                      |
| 34   | Fons de Leeuw              | Bert de Leew            | (OUT) 51,1 km                      |
| 35   | Frâncu Claudiu-Felician    | Tudor-Vasile Abrudan    | (OUT) 35,0 km                      |
| DNS  | Aaron Durogati             | Tazio Isgro Themel      | DNS                                |
| DNS  | Ben Abruzzo                | Gavin McClurg           | DNS                                |
| DNS  | Ferdinand Vogel            | Jeniffer Söder          | DNS                                |
| DNS  | Isidor Fink                | Richard Edlinger        | DNS                                |
| DNS  | Michael Mühlbach           | Anna Seewald            | DNS                                |

## X-Pyr 2020
Die 2020 Ausgabe wurde zuerst verschoben, musste aufgrund der COVID-19-Pandemie aber komplett abgesagt werden.

### Qualifizierte Teams
Die teilnehmenden Teams waren zum Zeitpunkt der Absage bereits bestätigt:
| Athlet                 | Supporter                |
| ---------------------- | ------------------------ |
| Andreas Viehböck       | Berthold Stadler         |
| Andrei Mashak          | Andrey Bukin             |
| Antonio Ramos          | Luis Felipe Tudela       |
| Barış Çelik            | Metín Kavuncuo           |
| Bogdan-Tudor Selever   | Aurelian Orheanu         |
| Cedar Wright           | Mike Lester              |
| Christoph Fässler      | René Schimenz            |
| Dagfinn Graneng        | Hallvard Magerøy         |
| Damien Lacaze          | Solène Rombourg          |
| David Liaño            | Alejandro González       |
| Dominika Kasieczko     | Pawel Biegun             |
| Edouard Potel          | Simon Tattevin           |
| Eliya Soar Zemmour     | Ohayon Omri              |
| Fabian Umbricht        | Stephanie Westerhuis     |
| François Perie         | Estéban Bourroufiès      |
| Frédéric Juvaux        | Fabrice Iché             |
| Greg Hammerton         | Robin Houghton           |
| Hanes Kämpf            | André Glauser            |
| Helmut Schrempf        | Thomas Kogelbauer        |
| Jakub Beňo             | Maroš Kurek              |
| James Hope-Lang        | Andy Read                |
| João Pedro Simonsen    | Renata de Mattos Granda  |
| Jordi Vilalta          | Albert Cantenys          |
| José Ignacio Arévalo   | Francisco Javier Delgado |
| Juraj Koreň            | Zdeno Vacke              |
| Kinga Masztalerz       | Chris Wright             |
| Luis Linde Contreras   | Nacho Recas              |
| Manuel Bustos          | Israel González          |
| Manuel Nübel           | Sascha Rentel            |
| Maxime Pinot           | Jérémie Lager            |
| Maximo Vela            | Sergio de Lis            |
| Michal Gierlach        | Maciej Zietara           |
| Mitch Riley            | Violeta Jiménez          |
| Nelson de Freyman      | Pierre Damiens           |
| Patrick Sieber         | Marion Haar              |
| Paul de Boer           | Hugo Robben              |
| Pier Paolo Role Romano | Marco Appino             |
| Pierre Remy            | Benjamin Gaudry          |
| Samuel Vurpillot       | Pascale Menu             |
| Sergi Claret           | David Polo               |
| Shane Tighe            | Molly McEwin             |
| Simon Oberrauner       | Simon Volker             |
| Stanislav Mayer        | Stanislav Hruban         |
| Toma Coconea           | Adrian Pochiu            |
| William Pardis         | Andrea Casali            |

## X-Pyr 2022
Nach der Absage der 2020er Ausgabe des Wettbewerbes konnte die Austragung 2022 wieder planmäßig und ohne Einschränkungen durchgeführt werden.

### Streckenführung
| #     | Wendepunkt            | Strecke  |
| ----- | --------------------- | -------- |
| Start | Hondarribia           |          |
| 1     | La Rhune              | 15,1 km  |
| 2     | Accous                | 109,0 km |
| 3     | Peña Montañesa        | 192,3 km |
| 4     | Arbas                 | 192,3 km |
| 5     | Midi de Bigorre       | 330,7 km |
| 6     | El Corronco           | 407,8 km |
| 7     | Pic dels Moros        | 503,4 km |
| 8     | Santa Helena de Rodes | 601,9 km |
| Ziel  | El Port de la Selva   | 605,5 km |

### Teilnehmende Teams und Ergebnisse
Von den 44 Teams erreichten lediglich vier das Ziel am Mittelmeer.
| Rang | Athlet               | Supporter                | Zeit/Zurückgelegte Strecke         |
| ---- | -------------------- | ------------------------ | ---------------------------------- |
| 1    | Chrigel Maurer       | Ramon Krebs              | 130 Stunden 15 Minuten 35 Sekunden |
| 2    | Maxime Pinot         | Jéremie Lager            | 143 Stunden 18 Minuten 33 Sekunden |
| 3    | Pierre Rémy          | Nicolas Forio            | 147 Stunden 42 Minuten 58 Sekunden |
| 4    | Simon Oberrauner     | Simon Volker             | 149 Stunden 49 Minuten 34 Sekunden |
| 5    | Noé Court            | Christian Court          | 553,5 km                           |
| 6    | Lars Meerstetter     | Nicola Heiniger          | 514,0 km                           |
| 7    | Tim Alongi           | Méryl Delferriere        | 507,7 km                           |
| 8    | Jordi Vilalta        | Albert Cantenys          | 480,0 km                           |
| 9    | Tomas Matera         | Martin Jansa             | 458,5 km                           |
| 10   | David Corpas         | Felipe Tudela            | 367,6 km                           |
| 11   | James Elliott        | Jonathan Klimow          | 364,9 km                           |
| 12   | Fabian Umbricht      | Stephanie Westerhuis     | 354,2 km                           |
| 13   | Andreas Viehböck     | Julia Brunner            | 354,1 km                           |
| 14   | Thibault Voglet      | Antoine Patte            | 352,5 km                           |
| 15   | Xevi Bonet           | Jordi Roset              | 350,7 km                           |
| 16   | Logan Walters        | Reavis Sutphin-Gray      | 330,2 km                           |
| 17   | Tanguy Renaud-Goud   | Tim Rochas               | 329,2 km                           |
| 18   | Cedar Wright         | Mike Lester              | 322,7 km                           |
| 19   | Reto Reiser          | Michael Mimo Moratti     | 312,2 km                           |
| 20   | Patrick Sieber       | Manon Sieber             | 311,2 km                           |
| 21   | Mikolaj Kocot        | Joanna Kocot             | 309,6 km                           |
| 22   | Yuji Emoto           | Thomas Dinh              | 309,4 km                           |
| 23   | Rob Curran           | Julia Seyferth           | 308,3 km                           |
| 24   | Kinga Masztalerz     | Ross Desmond             | 299,9 km                           |
| 25   | Greg Hamerton        | Ceri Brown               | 295,0 km                           |
| 26   | Keith Paterson       | Darren Goodlad           | 295,0 km                           |
| 27   | Rich Binstead        | Conan Burch              | 289,7 km                           |
| 28   | Iñigo Gabiria        | Iñigo Mendibil           | 278,0 km                           |
| 29   | Johannes Helleland   | Knut Fossdal Aarhus      | 261,5 km                           |
| 30   | Nicolás Hayes        | Tomás Hayes              | 261,1 km                           |
| 31   | David Liaño          | Alejandro González       | 255,8 km                           |
| 32   | José Ignacio Arévalo | Francisco Javier Delgado | (OUT) 230,3 km                     |
| 33   | João Pedro Simonsen  | Renata de Mattos Granda  | 229,3 km                           |
| 34   | Rémi Bourdelle       | Ludovic Maitre           | (OUT) 220,8 km                     |
| 35   | Sergi Claret         | David Polo               | (OUT) 207,8 km                     |
| 36   | Edouard Potel        | Jerôme Alixant           | (OUT) 174,6 km                     |
| 37   | Lino Coló            | Bernardo Zeni            | (OUT) 131,0 km                     |
| 38   | Luis Linde           | Nacho Recas              | (OUT) 130,2 km                     |
| 39   | Giuliano Minutella   | Oscar Llatser            | (OUT) 123,6 km                     |
| 40   | Helmut Schrempf      | Thomas Kogelbauer        | (OUT) 118,8 km                     |
| 41   | Edoardo Colombo      | Giulietta Gaida          | (OUT) 97,8 km                      |
| 42   | Frédéric Juvaux      | Agata Kowalska           | (OUT) 97,1 km                      |
| DNS  | Eliya Soar Zemmour   | Omer Jacob Cohen         | DNS                                |
| DNS  | Nick Neynens         | Andrew Dobinson          | DNS                                |

## X-Pyr 2024
In der 2024 Ausgabe der X-Pyr müssen die Athleten eine Distanz von 592,5 km zurücklegen.

### Streckenführung
| #     | Wendepunkt            | Strecke  |
| ----- | --------------------- | -------- |
| Start | Hondarribia           |          |
| 1     | La Rhune              | 15,1 km  |
| 2     | Val d’Azun            | 137,3 km |
| 3     | Boí Taull             | 229,5 km |
| 4     | Monte Perdido         | 256,4 km |
| 5     | Vall de Núria         | 400,1 km |
| 6     | Santa Helena de Rodes | 483,4 km |
| Ziel  | El Port de la Selva   | 487,0 km |

### Teilnehmende Teams und Ergebnisse
Von den gestarteten 40 Teams erreichten 21 das Ziel am Mittelmeer.
| Rang | Athlet                 | Zeit/Zurückgelegte Strecke         |
| ---- | ---------------------- | ---------------------------------- |
| 1    | Simon Oberrauner       | 101 Stunden 52 Minuten 15 Sekunden |
| 2    | Christian Schugg       | 102 Stunden 31 Minuten 50 Sekunden |
| 3    | Shane Tighe            | 103 Stunden 0 Minuten 10 Sekunden  |
| 4    | Pierre Remy            | 103 Stunden 19 Minuten 51 Sekunden |
| 5    | William Pierré         | 104 Stunden 49 Minuten 07 Sekunden |
| 6    | Jean de Biolley        | 105 Stunden 12 Minuten 44 Sekunden |
| 7    | Maël Baguet            | 106 Stunden 24 Minuten 12 Sekunden |
| 8    | Lars Meerstetter       | 117 Stunden 55 Minuten 58 Sekunden |
| 9    | Morane Montavon        | 121 Stunden 03 Minuten 21 Sekunden |
| 10   | Thomas Friedrich       | 123 Stunden 54 Minuten 15 Sekunden |
| 11   | Noé Court              | 125 Stunden 05 Minuten 06 Sekunden |
| 12   | Davide Sassudelli      | 125 Stunden 34 Minuten 55 Sekunden |
| 13   | Stanislav Mayer        | 125 Stunden 56 Minuten 41 Sekunden |
| 14   | Gabriel Jansen         | 127 Stunden 21 Minuten 16 Sekunden |
| 15   | Sebastian Weber        | 128 Stunden 50 Minuten 03 Sekunden |
| 16   | Jared Scheid           | 129 Stunden 38 Minuten 26 Sekunden |
| 17   | Markus Waltl           | 130 Stunden 34 Minuten 04 Sekunden |
| 18   | Patrick Harvey-Collard | 141 Stunden 54 Minuten 23 Sekunden |
| 19   | Friedrich Bloße        | 143 Stunden 01 Minuten 35 Sekunden |
| 20   | Benoit Brunet-Poirier  | 143 Stunden 09 Minuten 33 Sekunden |
| 21   | Lenart Oblak           | 143 Stunden 48 Minuten 38 Sekunden |
| 22   | Sebrand Warren         | 436,0 km                           |
| 23   | Florian Serra          | 399,5 km                           |
| 24   | Ben Hodgson            | 367,2 km                           |
| 25   | Michal Radzicki        | 330,3 km                           |
| 26   | David Ferrer           | 283,5 km                           |
| 27   | João Veiga             | 229,9 km                           |
| 28   | Iñigo Ais              | 224,4 km                           |
| 29   | Malo Richard           | 215,8 km                           |
| 30   | Pascal Vallée          | 202,5 km                           |
| 31   | Thibault Voglet        | (OUT) 193,6 km                     |
| 32   | Adrian Pochiu          | 169,3 km                           |
| 33   | Jordi Aymerich         | (OUT) 167,4 km                     |
| 34   | Johannes Helleland     | (OUT) 135,8 km                     |
| 35   | Maxime Pinot           | (OUT) 110,3 km                     |
| 36   | Lucas Toledo           | (OUT) 103,8 km                     |
| 37   | Dario Dandeu           | (OUT) 88,1 km                      |
| 38   | Christiaan Durrant     | (OUT) 87,8 km                      |
| 39   | Barış Çelik            | (OUT) 84,0 km                      |
| 40   | Nicola Heiniger        | (OUT) 17,2 km                      |